# Vitrinella smithi
Vitrinella smithi är en snäckart som beskrevs av Bartsch 1927. Vitrinella smithi ingår i släktet Vitrinella och familjen Vitrinellidae. Inga underarter finns listade i Catalogue of Life.